# Plumstead

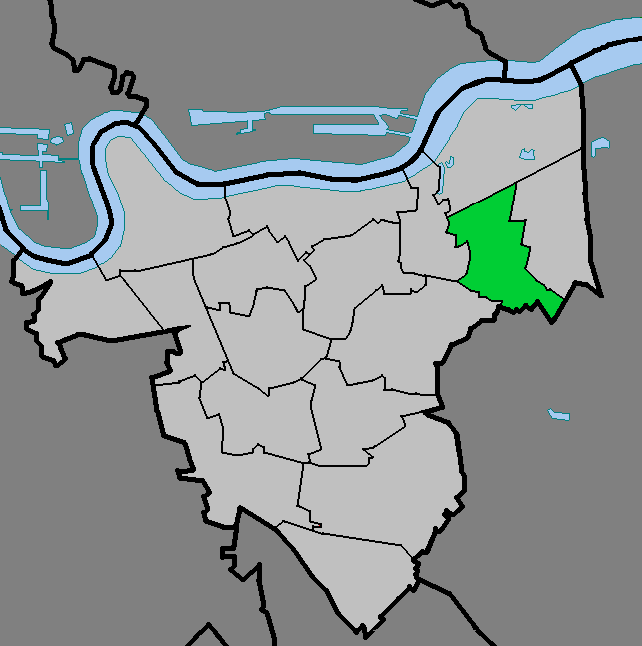
Distrito de Plumstead (verde) dentro del Municipio de Greenwich (Londres) (gris claro)

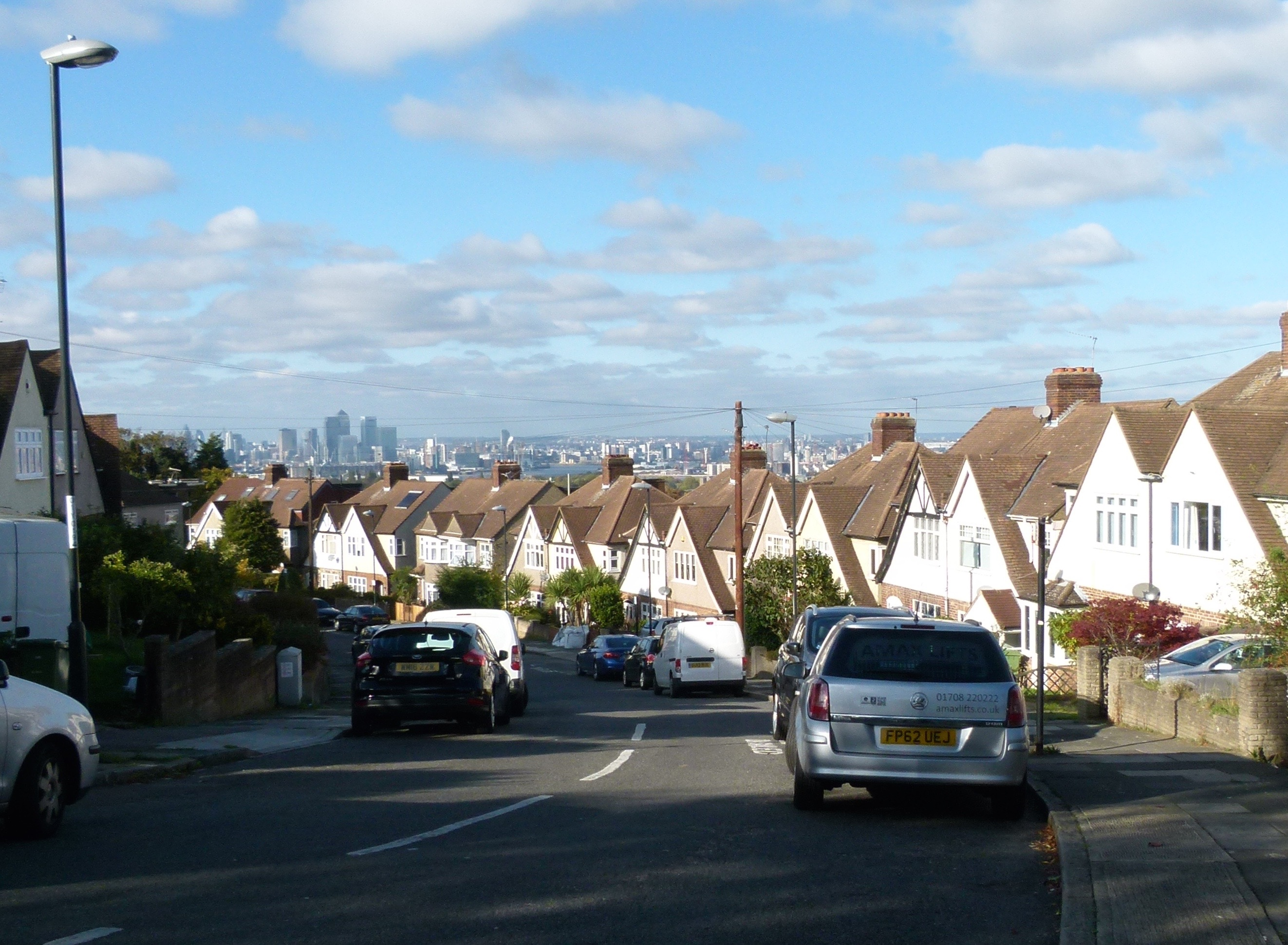
Viviendas adosadas a media ladera de dos alturas, típicas de las zonas elevadas de Plumstead

Plumstead es un distrito del sureste de Londres perteneciente al municipio de Greenwich. Se encuentra al este de Woolwich. Según el censo de 2011, cuenta con un total de 16.736 habitantes.

## Historia

### SiglosXyXI
Gran parte de las primeras referencias a Plumstead se pueden encontrar en la extensa historia de Edward Hasted de Kent. En el año 960, el rey Edgar otorgó cuatro tierras de cultivo, llamadas colectivamente Plumstead, a un monasterio: la abadía de San Agustín cerca de Canterbury, Kent. Estos terrenos fueron posteriormente segregados del monasterio por el conde Godwin para su cuarto hijo, Tostig.
El rey Eduardo el Confesor los devolvió de nuevo al monasterio al tomar el poder, aunque Tostig vio la oportunidad de tomar posesión de ellos una vez más después de la muerte de Eduardo en 1066, cuando el rey Haroldo II se apoderó de las propiedades de su hermano.
Tras la batalla de Hastings en 1066, Guillermo I de Inglaterra regaló Plumstead a su hermanastro Odón de Bayeux a quien también dio el título de conde de Kent. El arzobispo de Canterbury Lanfranco de Canterbury y el abad normando de San Austin intercedieron con éxito para reclamar una parte de la tierra en nombre del monasterio. En 1074, Odón concedió en una escritura el resto de la parroquia y también el derecho del abad a ser "Jefe de la Cuota".

#### Libro de Domesday
Sin embargo, el Libro de Domesday de 1080 contiene los detalles de Plumstead como dos entradas separadas. Bajo el título de "La tierra de la iglesia de San Agustín", se lee

"In Litelai hundred. The abbot of St. Augustine has 1 manor, named Plumstede, which was taxed at 2 sulings and 1 yoke. The arable lands is ... In demesne there is 1 carucate and 17 villeins, with 6 cottagers, having 6 carucates, there is wood for the pannage of 5 hogs. In the time of king Edward the Confessor, and afterwards it was worth 10 pounds, now 12 pounds, and yet it pays 14 pounds and 8 shillings and 3 pence."
En Litelai hundred. El abad de San Agustín posee 1 finca, llamada Plumstede, que fue gravada por 2 sulings y 1 yoke. Las tierras cultivables son ... En propiedad constan 1 carucate y 17 villanos, con 6 colonos, teniendo 6 carucates, hay bosques para alimentar 5 cerdos. "En la época del rey Eduardo el Confesor, y luego valía 10 libras, ahora 12 libras, y sin embargo paga 14 libras y 8 chelines y 3 peniques".

mientras que bajo el título general de "Las tierras del obispo de Baieux", figura

"The abbot of St. Augustine holds of the bishop of Baieux, Plumsted. It was taxed at 2 sulings and 1 yoke. The arable land is 5 carucates. In demesne there is 1 carucate and 17 villeins, with 3 boarderers, having 4 carucates. There is wood for the pannage of 5 hogs. In the time of king Edward the Confessor it was worth 10 pounds, when he received it 8 pounds, and now as much, and yet he who holds it pays 12 pounds. Brixi Cilt held it of king Edward."
El abad de San Agustín depende del obispo de Baieux, Plumsted. Estaba gravado por 2 sulings y 1 yoke. La tierra cultivable es de 5 carucates. En propiedad constan 1 carucate y 17 villanos, con 3 colonos, teniendo 4 carucates. Hay bosques para alimentar 5 cerdos. En la época del rey Eduardo el Confesor, valía 10 libras, cuando la recibió 8 libras, y ahora tanto, y sin embargo, el propietario paga 12 libras. Brixi Cilt lo conservó del rey Eduardo.

Alrededor de este tiempo, Reginald, hijo de Gervase de Cornhill, dio a conocer al abad y al convento todas las reclamaciones de David y Robert de Cornhill sobre esta propiedad que habían arrendado.

### SigloXIII
En 1273, Nicolás de Spina fue elegido abad del monasterio y al año siguiente recibía once libras de los residentes de Plumstead.
Lora de Ros, dama de Horton, le dio derecho a dos carucates (240 acre (97,1 hectáreas)) de tierra y 50 acre (202 343 metros cuadrados) de bosques en Plumstead al abad, Thomas, a cambio de los derechos de Lora de Ros y de sus herederos a participar en las oraciones realizadas en la iglesia durante 1287. Parece que Robert, el penúltimo abad, había recuperado una parte de esta tierra de su antepasado, Richard de Ros. Un jurado feudal concluyó que sus antepasados mantuvieron esta tierra en tenencia del abad y del convento a una renta de doce libras por año.

### SigloXIV
En 1314, durante el reinado de Eduardo II, el abad fue convocado ante Hervey de Stanton, el canciller de la Hacienda del Reino Unido. Se le pidió que demostrara por qué derecho reclamaba diversas libertades y privilegios en diversas propiedades, Plumstead entre ellas. Otras preguntas incluían el derecho a un mercado semanal en Plumstead un miércoles y una feria anual durante tres días "entre la víspera de Navidad y la mañana de san Nicolás de Bari".
Por razones que no están claras, Eduardo III eximió a los vecinos e inquilinos de la propiedad de Plumstead de proporcionar cuatro hombres del distrito para el sheriff, como era el requisito en otros lugares. Una carta dirigida a Roger de Reynham, el sheriff de Kent en 1332 le ordenó que se permitiera a los residentes de Plumstead enviar a un solo hombre. En 1363, Eduardo también decretó al monasterio en su carta de garantía que liberó todas las fincas y posesiones que le habían dado los antiguos reyes, incluido Guillermo I de Inglaterra. También confirmó todas las concesiones de libertades otorgadas previamente al abad y al monasterio.
En la época de Ricardo II, los impuestos de Plumstead se valoraban en 69 libras, 10 chelines y seis peniques, y Enrique VI confirmó de nuevo las libertades y derechos del monasterio.

### SigloXVI
La propiedad de Plumstead, junto con la iglesia de Plumstead y la capilla de Wickham anexas a ella, permaneció como parte de las posesiones del monasterio hasta su disolución final en 1539, el año 30 del reinado de Enrique VIII, cuando la abadía y todos sus ingresos fueron entregados a manos del rey por el entonces abad, John Essex y sus treinta miembros.

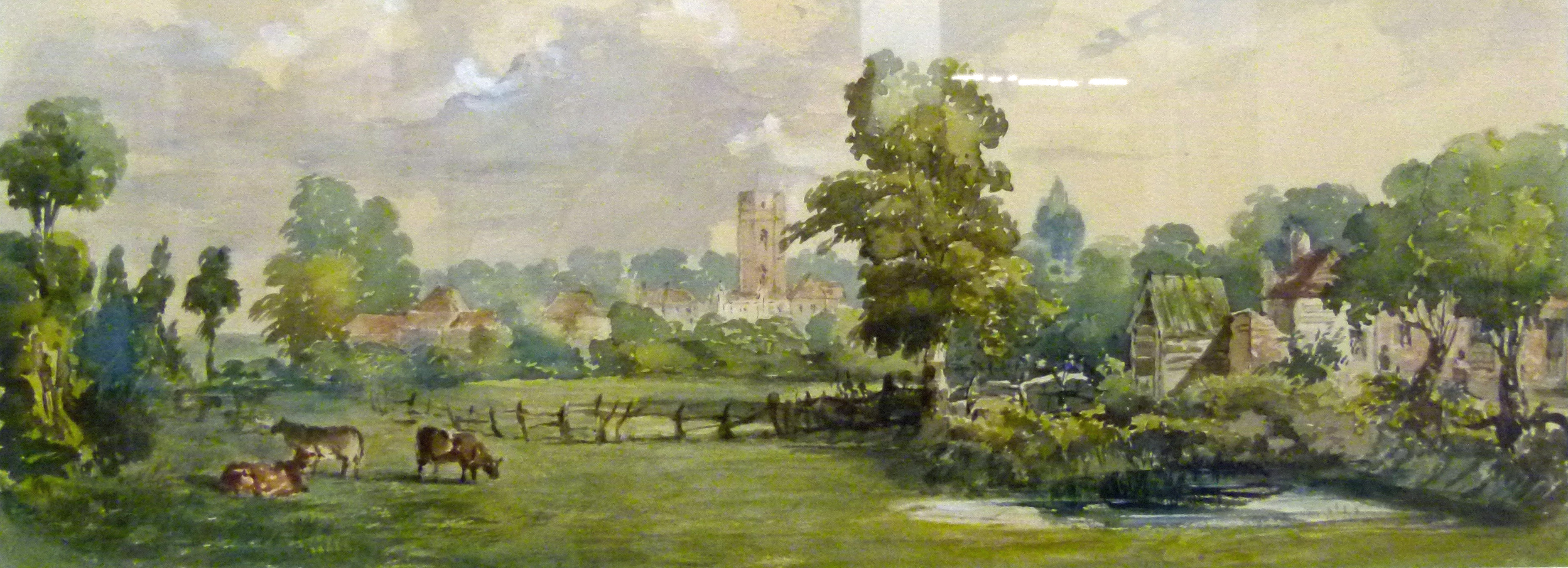
Plumstead hacia 1845

### SigloXIX
Plumstead se expandió rápidamente en la década de 1880 con las viviendas construidas para los trabajadores del  Arsenal Real; las viviendas adosadas de dos pisos arriba y dos pisos abajo a media ladera eran comunes en el área cercana al río y al Arsenal, mientras que las propiedades mayores y más cultivadas se desarrollaron más arriba del Támesis, alrededor de Plumstead Common. A finales del siglo XIX, el cementerio de Woolwich se desarrolló en dos fases (1856, 1855) en tierras que antes formaban parte del extremo sur del Common.
Plumstead también fue el núcleo de la secta protestante denominada Peculiar People, sobre la que el periodista Charles Maurice Davies registra un relato fascinante en la publicación titulada 'Unorthodox London'. Los Hermanos de Plymouth han mantenido numerosas salas de reuniones en el área desde alrededor de 1845. Los actuales lugares de reunión de los Hermanos están situados en Plum Lane (desde 1865), Willenhall Road (hacia 1910) y Brewery Road (Richmond Gospel Hall). Los miembros de la Sociedad Religiosa de los Amigos se reunían cerca de Woolwich desde 1905, y en su propia Casa de Reuniones desde 1924.

### SigloXX
Plumstead seguía registrando un rápido crecimiento de la edificación de viviendas, pero aún conservaba grandes áreas de tierra verde, como Winns Common, Plumstead Common, Shrewsbury Park y Rockcliffe Gardens. La expansión urbana de la parte de Plumstead adyacente a Woolwich no fue inicialmente igualada por el resto del distrito.

## Plumstead Common
El Acta Común de 1878 de Plumstead protegió a Plumstead Common como espacio abierto al público perpetuo.

## Educación
La Plumstead Manor School era una escuela de niñas, pero desde septiembre de 2018 admite alumnos de ambos sexos. La escuela se estableció por primera vez como Plumstead County School for Girls en 1913, y luego pasó a llamarse Kings Warren Grammar School antes de convertirse en una escuela integrada en 1967.
Hay varias escuelas primarias en Plumstead, entre ellas la Gallions Mount Primary School, la Timbercroft Primary School, la Bannockburn Primary School, la Plumcroft Primary School, la Greenslade Primary School y la Conway Primary School.

## Deporte
El Arsenal Football Club (entonces conocido como Royal Arsenal o Woolwich Arsenal) jugó en Plumstead entre 1886 y 1913 en varios terrenos localizados en el área de Plumstead, pero principalmente en el Manor Ground, en el lado norte de Plumstead High Street y en el Invicta Ground, donde también jugó el Royal Ordnance Factories F.C.

## Transporte

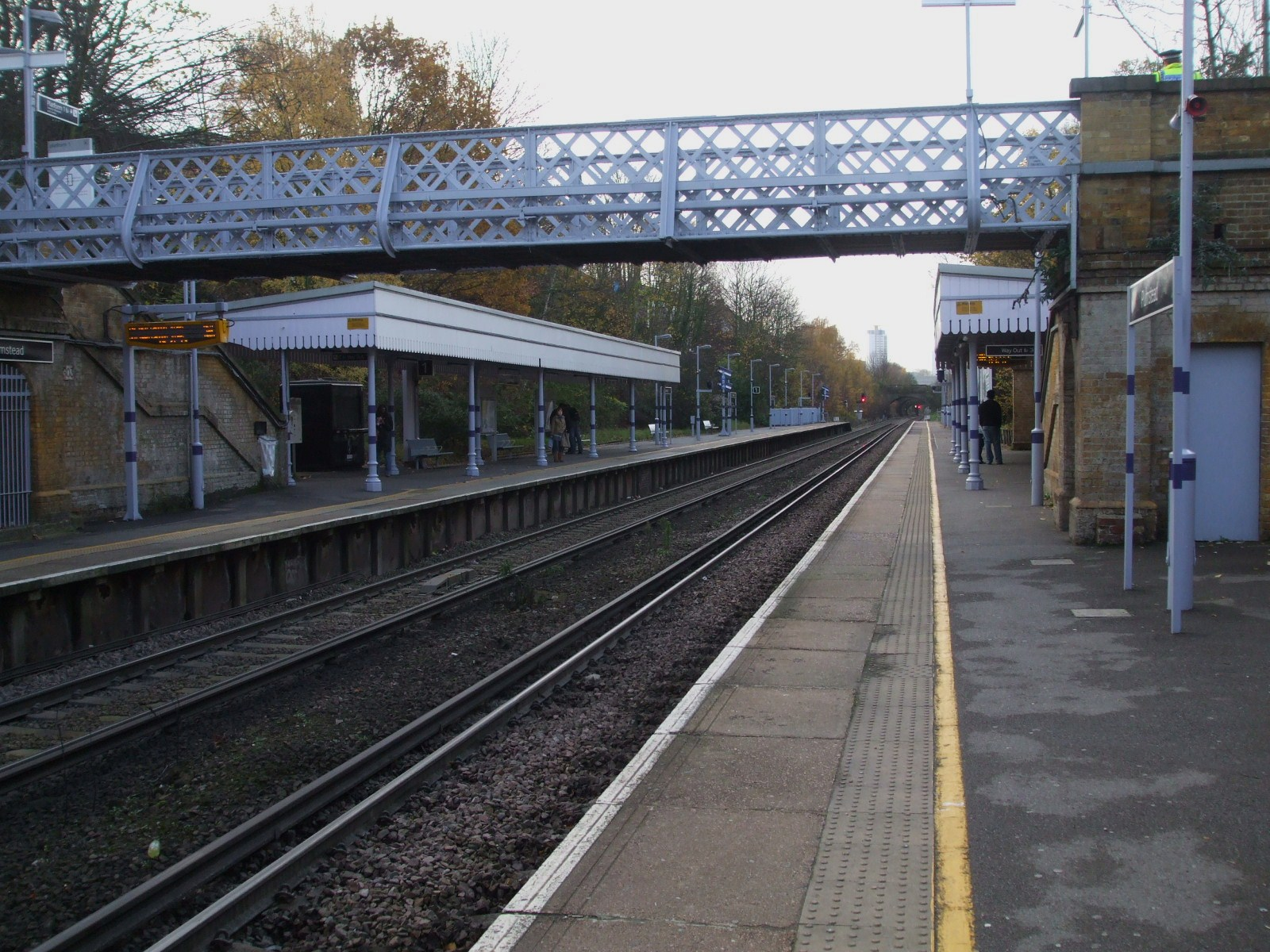
Estación de Plumstead viendo hacia el Oeste

La estación de tren más cercana es la Plumstead railway station, ubicada en el extremo noroeste de la ciudad. Pertenece al ferrocarril de la North Kent line, y fue inaugurada en 1849.
Cuando el Crossrail se inaugure en 2019, la línea de ferrocarril comenzará en Abbey Wood y pasará por debajo de la superficie en Plumstead, continuando hacia el norte y el oeste bajo Woolwich] para comenzar su viaje por debajo del río Támesis hasta la Isla de los Perros y el centro de exposiciones ExCeL y hacia el oeste hacia el centro Londres.
Los autobuses que dan servicio a esta área son los de las líneas 51,53,96,99,122,177,180,244,291,380,422,469,472 y N1.
El carril bici de Ridgeway que es propiedad de Thames Water pasa por el norte de la ciudad.

## Personas notables
Entre las personalidades notables de Plumstead se incluyen:
- Sir Ernest Clark, Gobernador de Tasmania.[11]
- Michael Bradshaw, actor
- Charlie Buchan, futbolista y escritor
- John Carnell, editor de revistas de ciencia ficción
- George Chakravarthi, artista
- Charlie Collier, piloto de motos
- Steve Davis, jugador de snooker
- Fred Hammill, sindicalista
- Kevin Horlock, futbolista
- Marvin Humes, miembro de la banda de chicos finalistas de X-Factor, JLS
- Malvin Kamara, futbolista
- Scott Maslen, actor de televisión - Jack Branning en 'EastEnders'
- Lee Ryan, de la banda de chicos Blue
- Paul Walsh, futbolista
- Nina Toussaint-White, actriz de televisión
- Bill Whitehouse, piloto de Fórmula 1

Las personas notables enterradas en el cementerio de Plumstead incluyen a:
- William Bennet (obispo), obispo de Cloyne, Irlanda, fue enterrado en Plumstead en 1820, antes de que se establecieran los cementerios locales
- Thomas Flawn VC (22 de diciembre de 1857 - 19 de enero de 1925)[12]
- Sir Edwin Hughes MP (27 de mayo de 1832 - 15 de septiembre de 1904)
- Alfred Smith VC (1861 - 6 de enero de 1932)[12]

## Lugares más cercanos
- Abbey Wood
- Belvedere
- Blackheath
- Charlton
- East Wickham
- Erith
- Greenwich (distrito)
- Thamesmead
- Welling
- Woolwich

## Galería

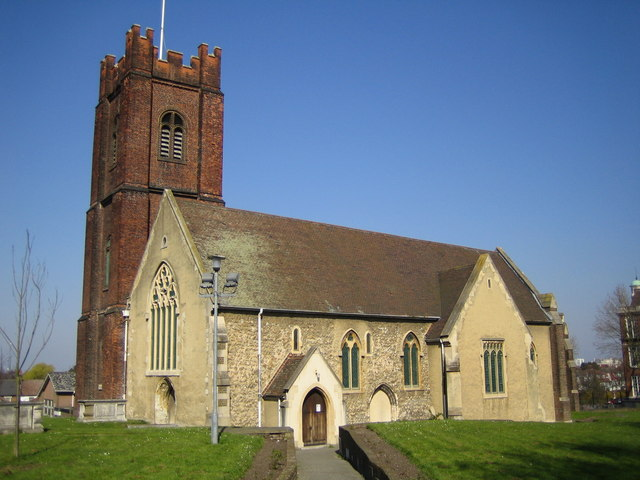
Iglesia de San Nicolás
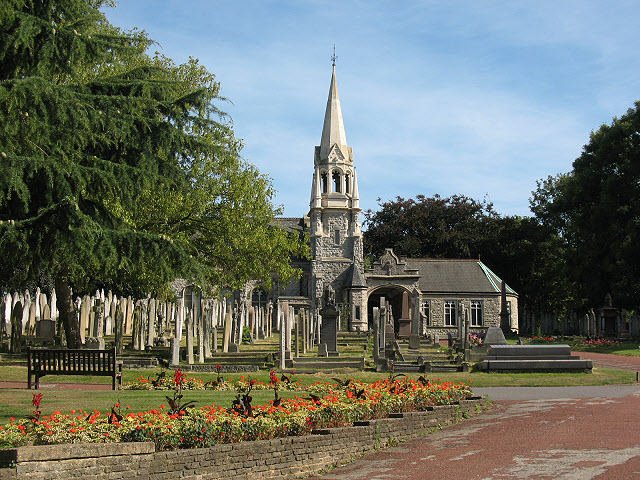
Cementerio
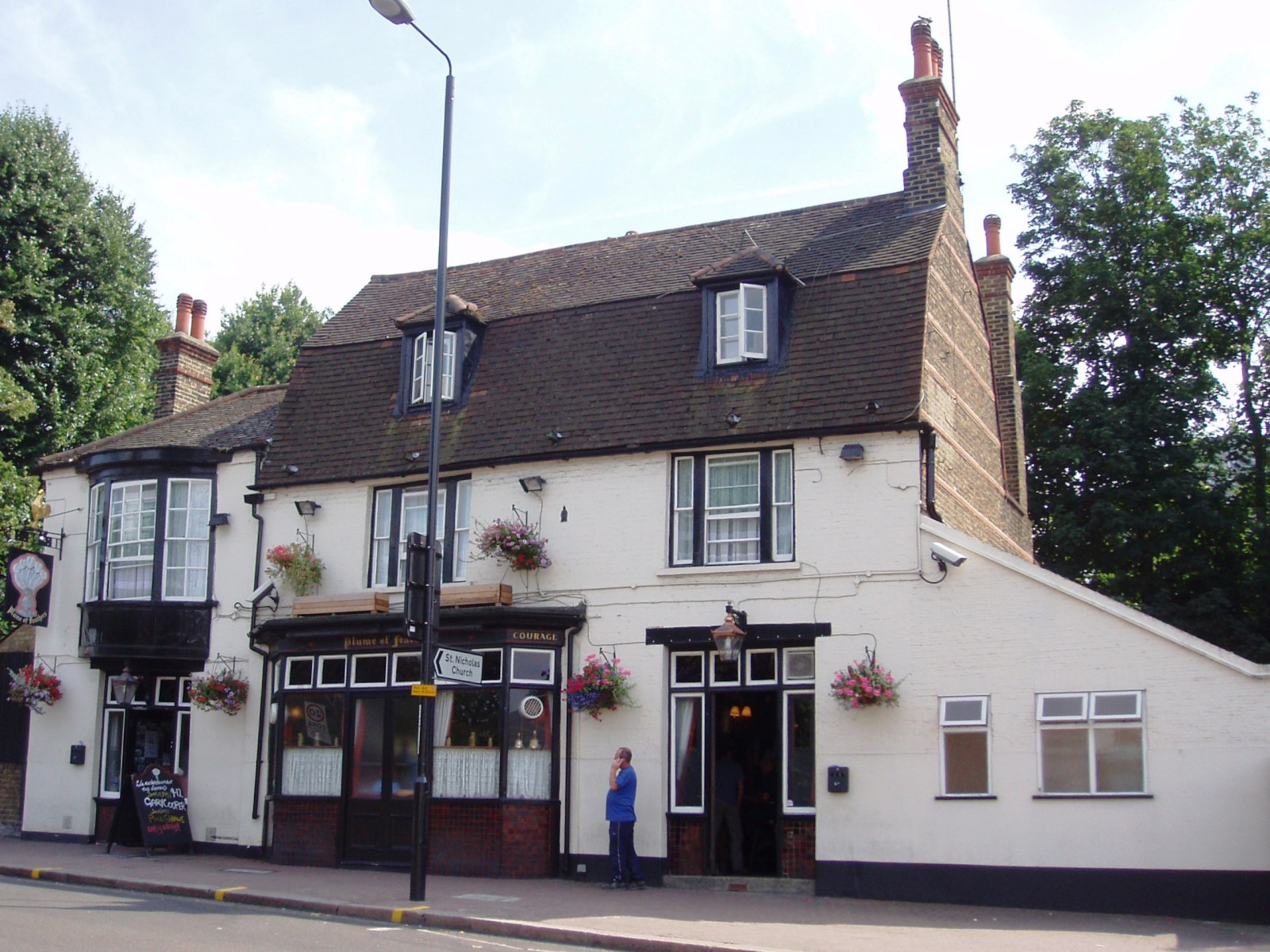
Pub tradicional
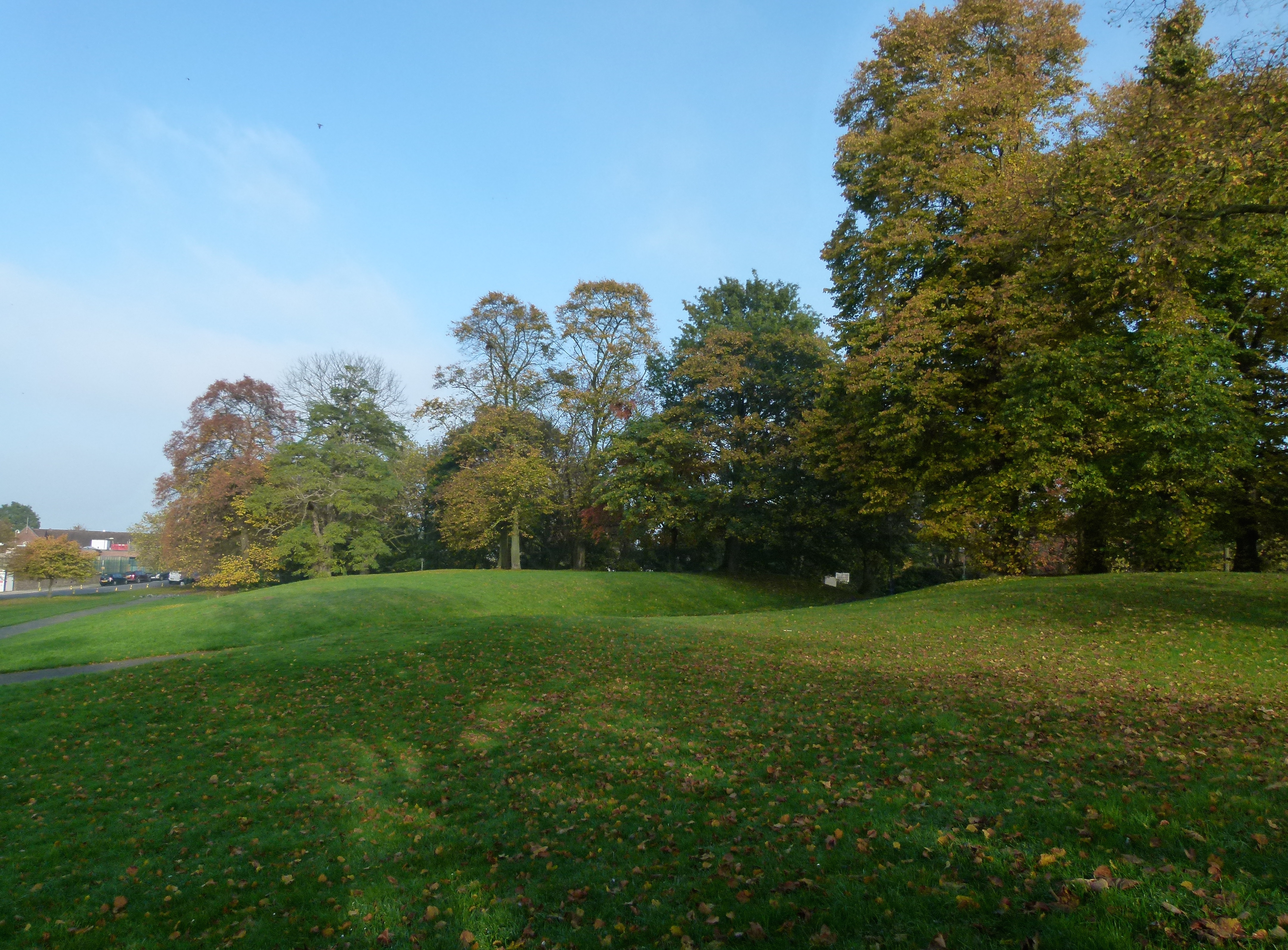
Plumstead Common

### Gobierno y política
- Greenwich Council
- Greenwich Young Peoples Council

### Grupos de la comunidad local
- Plumstead Common Environment Group - Un grupo de residentes locales de Plumstead Common que están preocupados por el entorno natural de Plumstead Common y sus alrededores, y realizan una serie de trabajos para mejorar y Preservar la belleza de la zona, el carácter local y la historia.
- Plumstead Make Merry - Una iniciativa comunitaria que organiza un festival anual en el Plumstead Common.
- Art Plumstead - Un grupo de personas locales que fomentan actividades artísticas y culturales en Plumstead.

### Recursos
- Green Chain Archivado el 25 de septiembre de 2000 en Wayback Machine. - Detalles de la Green Chain Walk que pasa por Plumstead.
- Plumstead-Suburbia in Focus - Una historia de la creación del moderno Plumstead.
- Plumstead on Geocities y Plumstead London Blog - Fotos de las áreas Plumstead, Plumstead Common y Woolwich.
- Plumstead-Stories - Una colección de historias y fotos de personas que crecieron en el área, principalmente alrededor y después de Segunda Guerra Mundial.
- 'Professor Wyn Grant' - Página de inicio de una celebridad local.
- Vista de satélite de Google Earth de Plumstead

- Datos: Q946533
- Multimedia: Plumstead, London / Q946533